# NGC 1229
NGC 1229 este o galaxie seyfert de tip 2⁠(d) situată în constelația Eridanul. A fost descoperită în 1886 de către Francis Leavenworth.